# 全欧交通网络
全欧交通网络（英語：Trans-European Transport Networks）简称TEN-T，是欧洲联盟在公路、铁路、水路及航空等运输网络的一系列规划纲领。它是涉及范围更广的全欧网络的一部份，后者的其它组成部分还包括全欧电信网络及全欧能源网络。欧盟委员会是在1990年通过了首个关于全欧网络的行动计划。
TEN-T的设想是通过协调改善各主要的公路、铁路、内河航道、机场、港口和交通管理系统，从而形成一体化及多式联运的长途、高速运输网络。它是在1996年7月经欧洲议会及欧洲理事会的决议采纳。欧盟对该网络的构建及发展主要发挥领导、协调、发布方针及拨款等作用。
这些项目均由全欧交通网络执行委员会负责技术及财政管理，它是由欧盟委员会在2006年10月特别为此而设立的。

## 历史
TEN-T的规划最初是在1996年7月23日，由欧洲议会及欧洲理事会根据全欧交通网络的发展方针所作出的第1692/96/EC号决策而制定的。2001年5月，欧洲议会及欧洲理事会通过了第1346/2001/EC号决策，新增将海港、河港及多式联运终端等纳入TEN-T的发展方针。2004年4月，欧洲议会及欧洲理事会又通过第884/2004/EC号决策，它对第1692/96/EC号决策进行了区域性修改。2004年4月的修订版是一个政策变化更为彻底的政策，旨在适应欧盟东扩和随之而来的交通量改变。

## 交通网络列表
每一种交通方式均有其各自的网络，具体为：
- 全欧公路网络（英语：Trans-European road network）
- 全欧铁路网络（英语：Trans-European Rail network）（包括全欧高速铁路网络（英语：Trans-European high-speed rail network）及全欧常规铁路网络（英语：Trans-European conventional rail network））
- 全欧内河航运网络（英语：Trans-European Inland Waterway network）及内河港口
- 全欧海港网络（英语：Trans-European Seaport network）
- 海洋高速公路（英语：Motorways of the Sea）[4]
- 全欧机场网络（英语：Trans-European Airport network）
- 全欧多式联运网络（英语：Trans-European Combined Transport network）
- 全欧航运管理及信息网络
- 全欧航空管理网络
- 全欧定位及导航网络（包括伽利略定位系統）

## 重点轴线及项目
在1994年于埃森举行的会议上，欧洲理事会批准了14条“特别”TEN-T项目的具体清单，这是由时任欧盟委员会副主席亨宁·克里斯托弗森主持制定的。而根据卡雷尔·范米尔特在2003年提出的高级组别建议，欧盟委员会又在2010年以前推出了30条重点项目清单。这30条重点轴线及项目分别为：
1. 柏林－巴勒莫铁路轴线（英语：Berlin-Palermo railway axis） （地图）
2. 巴黎－布鲁塞尔－科隆－阿姆斯特丹－伦敦高速铁路轴线 （地图）
3. 欧洲西南高速铁路轴线 （地图）
4. 欧洲东部高速铁路轴线 （地图）
5. 贝蒂沃线（英语：Betuweroute） （地图）
6. 里昂－乔普铁路轴线 （地图）
7. 伊古迈尼察－布达佩斯高速公路轴线 （地图）
8. 伊比利亚半岛－欧洲其它国家多式联运轴线 （地图）
9. 科克－斯特兰拉尔铁路轴线 （地图）
10. 米兰-马尔彭萨机场 （地图）
11. 厄勒海峽大橋 （地图）
12. 北欧三角洲铁路/公路轴线 （地图）
13. 爱尔兰－比荷卢公路轴线 （地图）
14. 西海岸主線 （地图）
15. 伽利略定位系統 （地图）
16. 锡尼什－巴黎货运铁路轴线 （地图）
17. 欧洲中轴线（英语：Magistrale for Europe） （地图）
18. 莱茵河－多瑙河内河航运轴线 （地图）
19. 伊比利亚半岛高速铁路轴线 （地图）
20. 费马恩海峡大桥 （地图）
21. 海洋高速公路 （地图）
22. 雅典－纽伦堡/德累斯顿铁路轴线 （地图）
23. 格但斯克－维也纳铁路轴线 （地图）
24. 里昂/热那亚－鹿特丹/安特卫普铁路轴线 （地图）
25. 格但斯克－维也纳高速公路轴线 （地图）
26. 爱尔兰－欧洲大陆铁路/公路轴线 （地图）
27. 波罗的海铁路轴线 （地图）
28. 欧洲首都铁路（英语：EuroCap-Rail）轴线 （地图）
29. 爱奥尼亚海－亚得里亚海多式联运轴线 （地图）
30. 塞纳河－斯海尔德河内河航运轴线 （地图）

## 相关网络
除了全欧交通网络的各条轴线外，在东欧主要的中心城市及港口之间还有10条泛欧走廊线路，它们已被确定为需要进行重大投资。
欧洲高速公路网络则是联合国欧洲经济委员会在欧洲主要道路上的一个命名系统。其道路编号的开头会指定使用字母“E”作为前缀。

## 外部連結
- Innovation and Networks Executive Agency（页面存档备份，存于）
- TEN-T Map（页面存档备份，存于） (as of 2013)
- Plans as of October 2013（页面存档备份，存于）

Template:Trans-European Transport Networks